# المخاليف الشمالية (أمخاليف)
المخاليف الشمالية هي إحدى مشيخات المملكة المغربية، تتبع جغرافيا لإقليم الصويرة وإداريًا لأمخاليف. يقدر عدد سكانها بـ 5463 نسمة حسب الإحصاء الرسمي للسكان والسكنى لسنة 2004.